# 镇江市高等专科学校
镇江市高等专科学校，简称镇江高专，是位于江苏省镇江市的一所公办普通专科高校。
学校拥有镇江校区和丹阳校区。

## 历史
- 1992年3月，原镇江职业大学、镇江教育学院、江苏广播电视大学镇江分校合并为镇江市高等专科学校。
- 2001年5月，江苏省劳动经济学校并入。
- 2003年3月，江苏省丹阳师范学校（前身为1912年创办的丹阳正则女子职业学校）并入，成为丹阳校区。
- 2003年，镇江市中小学教师培训中心并入。

## 专业设置
- 机械工程系
- 电子与信息系
- 数理系
- 化工系
- 工商管理系
- 劳动和社会保障系
- 安全技术管理系
- 旅游系
- 教师教育系
- 人文科学系
- 艺术设计系
- 外语系
- 法政系
- 社科部
- 基础部
- 体育部
- 国际教育学院
- 师资培训中心
- 高等职业教育研究所